# إرنست أوغست كورينغ
إرنست أوجست كوسترينج (20 يونيو 1876 - 20 نوفمبر 1953) دبلوماسيًا وضابطًا ألمانيًا خدم في الحرب العالمية الثانية.
وُلد إرنست أوجست كوسترينج في الإمبراطورية الروسية في عام 1876، ونشأ في سان بطرسبرغ وكان يتحدث الروسية بطلاقة. شارك في الحرب العالمية الأولى، خدم تحت قيادة اللواء هانز فون سيكت في الجيش النمساوي الهنغاري السابع. بعد الحرب، تم الاحتفاظ به في الرايخويهر. من عام 1919، عاد إلى وزارة الحرب البروسية ثم إلى وزارة الرايخويهر في عام 1919 عندما تم إنشاء هذه الوزارة.
في 1 أغسطس 1935، أعيد إلى الخدمة الفعلية كملحق عسكري لروسيا وليتوانيا وأعيد إلى موسكو. في 8 أغسطس 1940، حذره الجنرال فرانز هالدر من أنه «سيتعين عليه الإجابة عن الكثير من الأسئلة قريبًا»،  مما يجعله أحد الأشخاص القلائل الذين عرفوا ما سيحدث مع روسيا على الرغم من معاهدة عدم الاعتداء. مع عملية بارباروسا المخطط لها، كان موقفه في موسكو لا يحتمل؛ تمت إعادته إلى وطنه تحت الحصانة الدبلوماسية وتم تكليفه بـ فوهررريزيرف. زار مع فريدريش فيرنر فون شولنبرغ، أسرى الحرب الذين يجندون أسرى حرب سوفيات من أجل المجهود الحربي الألماني.
في 1 سبتمبر 1942 عندما تم تعيينه «ضابطًا عامًا ملحقًا بمجموعة الجيوش أ للمسائل القوقازية» برئاسة الجنرال إدوارد فاجنر. في هذا الدور، عمل على إنشاء جحافل وطنية بين السكان الأصليين في القوقاز، ومن بينهم قراشاي المسلمة. رتب للأرمن والجورجيين وغيرهم من سكان القوقاز للقتال في الجبهة بعد التدريب في بولندا.
استسلم في 4 مايو 1945 إلى الجيش الأمريكي؛ تم إطلاق سراحه عام 1947. شارك في تأليف كتاب عام 1946 «شعوب الاتحاد السوفيتي»  الذي استخدمه الجيش الأمريكي لاحقًا.

## روابط خارجية
- إرنست أوغست كورينغ على موقع مونزينجر (الألمانية)